# Diocesi di Toowoomba
La diocesi di Toowoomba (in latino Dioecesis Tuumbana) è una sede della Chiesa cattolica in Australia suffraganea dell'arcidiocesi di Brisbane. Nel 2022 contava 69.260 battezzati su 288.800 abitanti. È retta dal vescovo Kenneth Michael Howell.

## Territorio
La diocesi comprende la parte meridionale dello Stato australiano del Queensland, a partire dal 25º parallelo sud, eccetto il territorio di competenza dell'arcidiocesi di Brisbane oltre la Great Dividing Range.
Sede vescovile è la città di Toowoomba, dove si trova la cattedrale di San Patrizio.
Il territorio, che ha un'estensione superiore a una volta e mezza l'Italia, è suddiviso in 37 parrocchie.

## Storia
La diocesi è stata eretta il 28 maggio 1929 con la bolla Christiano nomini di papa Pio XI, ricavandone il territorio dall'arcidiocesi di Brisbane.
Il 14 novembre 1998, con la lettera apostolica Christi asseclae, papa Giovanni Paolo II ha confermato la Beata Maria Vergine, venerata con il titolo di Our Lady of the Southern Cross, patrona della diocesi.
Il 2 maggio 2011 il vescovo William Martin Morris è stato sollevato dal suo incarico dalla Santa Sede. All'origine del grave provvedimento vi è una dichiarazione del vescovo del 2006, nella quale sosteneva la necessità di ordinare presbiteri uomini sposati e donne, per far fronte al calo delle vocazioni. Questa dichiarazione suscitò le proteste di un gruppo di fedeli e la Santa Sede avviò un'indagine canonica durata cinque anni.

## Cronotassi dei vescovi
Si omettono i periodi di sede vacante non superiori ai 2 anni o non storicamente accertati.
- James Byrne † (28 maggio 1929 - 11 febbraio 1938 deceduto)
- Joseph Basil Roper † (13 luglio 1938 - 14 ottobre 1952 dimesso[4])
- William Joseph Brennan † (7 agosto 1953 - 11 settembre 1975 deceduto)
- Edward Francis Kelly, M.S.C. † (19 dicembre 1975 - 20 novembre 1992 ritirato)
- William Martin Morris (20 novembre 1992 - 2 maggio 2011 sollevato)[5]
- Robert Michael McGuckin (14 maggio 2012 - 24 maggio 2023 ritirato)
- Kenneth Michael Howell, dal 24 maggio 2023

## Statistiche
La diocesi nel 2022 su una popolazione di 288.800 persone contava 69.260 battezzati, corrispondenti al 24,0% del totale.
| anno | popolazione | popolazione | popolazione | presbiteri | presbiteri | presbiteri | presbiteri                | diaconi | religiosi | religiosi | parrocchie |
| anno | battezzati  | totale      | %           | numero     | secolari   | regolari   | battezzati per presbitero | diaconi | uomini    | donne     | parrocchie |
| ---- | ----------- | ----------- | ----------- | ---------- | ---------- | ---------- | ------------------------- | ------- | --------- | --------- | ---------- |
| 1950 | 32.000      | 125.000     | 25,6        | 69         | 54         | 15         | 463                       |         | 27        | 195       | 27         |
| 1964 | 47.900      | 162.493     | 29,5        | 94         | 71         | 23         | 509                       |         | 61        | 237       | 37         |
| 1968 | 48.200      | 194.000     | 24,8        | 84         | 66         | 18         | 573                       |         | 54        | 228       | 37         |
| 1980 | 54.271      | 206.655     | 26,3        | 77         | 66         | 11         | 704                       |         | 37        | 167       | 38         |
| 1990 | 59.953      | 218.447     | 27,4        | 71         | 55         | 16         | 844                       |         | 36        | 96        | 35         |
| 1999 | 59.458      | 222.417     | 26,7        | 57         | 46         | 11         | 1.043                     |         | 21        | 68        | 35         |
| 2000 | 61.272      | 232.601     | 26,3        | 55         | 46         | 9          | 1.114                     |         | 18        | 56        | 35         |
| 2001 | 61.573      | 230.716     | 26,7        | 55         | 45         | 10         | 1.119                     |         | 19        | 64        | 35         |
| 2002 | 61.209      | 232.979     | 26,3        | 52         | 42         | 10         | 1.177                     |         | 16        | 56        | 35         |
| 2003 | 62.852      | 239.095     | 26,3        | 49         | 41         | 8          | 1.282                     |         | 16        | 58        | 35         |
| 2004 | 65.912      | 232.900     | 28,3        | 50         | 42         | 8          | 1.318                     |         | 15        | 58        | 35         |
| 2010 | 76.000      | 272.000     | 27,9        | 45         | 38         | 7          | 1.688                     |         | 9         | 52        | 35         |
| 2014 | 67.500      | 264.800     | 25,5        | 40         | 35         | 5          | 1.687                     |         | 5         | 47        | 35         |
| 2017 | 70.400      | 276.700     | 25,4        | 41         | 31         | 10         | 1.717                     |         | 11        | 30        | 37         |
| 2020 | 67.300      | 280.600     | 24,0        | 37         | 28         | 9          | 1.818                     |         | 9         | 23        | 37         |
| 2022 | 69.260      | 288.800     | 24,0        | 37         | 27         | 10         | 1.871                     |         | 10        | 20        | 37         |